# Martin Ďurinda
Martin Ďurinda, znany także jako Maťo Ďurinda (ur. 8 listopada 1961 w Bratysławie) – słowacki wokalista, kompozytor i gitarzysta zespołu muzycznego Tublatanka.

## Dyskografia

### Z zespołem Tublatanka

#### Albumy studyjne
- 1985: Tublatanka
- 1987: Skúsime to cez vesmír
- 1988: Žeravé znamenie osudu
- 1990: Nebo – peklo – raj
- 1992: Volanie divočiny
- 1993: Poďme bratia do Betlehema
- 1994: Znovuzrodenie
- 2001: Pánska jazda
- 2005: Patriot
- 2006: Vianočný deň
- 2010: Svet v ohrození

#### Kompilacje
- 1994: Neverending Song
- 1996: Najvačšie hity No.1 – Pravda víťazí
- 1998: Najvačšie hity No.2 – Ja sa vrátim!
- 2002: Láska útočí
- 2003: Zlatá Tublatanka – 20 rockov
- 2006: Gold
- 2012: Najvačšie hity No.3 – Cítim sa fajn

### Solo
- 1997: Perfektný svet